# Das Leben gehört uns (1936)
Das Leben gehört uns ist ein 1936 auf Initiative der Kommunistischen Partei Frankreichs von Jean Renoir gedrehter, halbdokumentarischer Film, der als Werbekampagne für die linke Volksfrontregierung angelegt war.

## Handlung
Das Leben gehört uns präsentiert in halbdokumentarischer Form eine Mixtur aus gefilmten Dokumentaranteilen und Spielszenen fiktiver Ereignisse, die in der tagtäglichen Realität der Arbeiterklasse, der Bauernschaft und des Bürgertums vor sich gehen: Ein Firmenvorstand organisiert massive Entlassungen, in einer Fabrik verhindert ein Streik die Entlassung älterer Arbeitnehmer. Bauern, die von militanten Mitbürgern unterstützt werden, verhindern die Beschlagnahme des Eigentums eines armen Bauern, und ein junger Arbeitsloser, der nichts zu essen hat, wird von jungen Kommunisten begrüßt und genährt.

## Produktionsnotizen
Das Leben gehört uns wurde am 7. April 1936 erstmals vorgestellt, doch erst 33 Jahre später, am 12. November 1969, einer breiten Öffentlichkeit Frankreichs zugänglich gemacht. Die Deutschlandpremiere fand am 2. März 1973 im Dritten Programm des Hessischen Rundfunks als Original mit Untertiteln Premiere.
In zahlreichen Szenen treten, neben Laien, auch damals bekannte Schauspieler und andere Filmschaffende auf, die sonst in regulären Spielfilmen Arbeit fanden, darunter Madeleine Sologne, Jean Dasté, Gaston Modot, Roger Blin und Wladimir Sokoloff sowie der junge Kommunist und spätere Filmregisseur Jean-Paul Le Chanois und sein Kollege Jacques Becker.

## Kritik
Im Lexikon des Internationalen Films heißt es: „Der dokumentarische Spielfilm entstand 1936 zu Beginn der Volksfront-Ära im Auftrag der Kommunistischen Partei, die mit ihm für die Wahlen zur Nationalversammlung werben und ihn nur in politischen Versammlungen einsetzte. (…) Es ist ein Propagandafilm, der die Arbeiter gegen den Faschismus zu mobilisieren versucht und die Kommunistische Partei als Mutter der Massen glorifiziert. Er endet mit einem endlosen Demonstrationszug, in dem – stereotyp besetzt – Arbeiter wie Angestellte, Männer und Frauen, Intellektuelle und Bauern mitziehen und lauthals die "Internationale" singen.“